# Lagocheirus cristulatus
Lagocheirus cristulatus là một loài bọ cánh cứng trong họ Cerambycidae.